# Krupy (opad atmosferyczny)

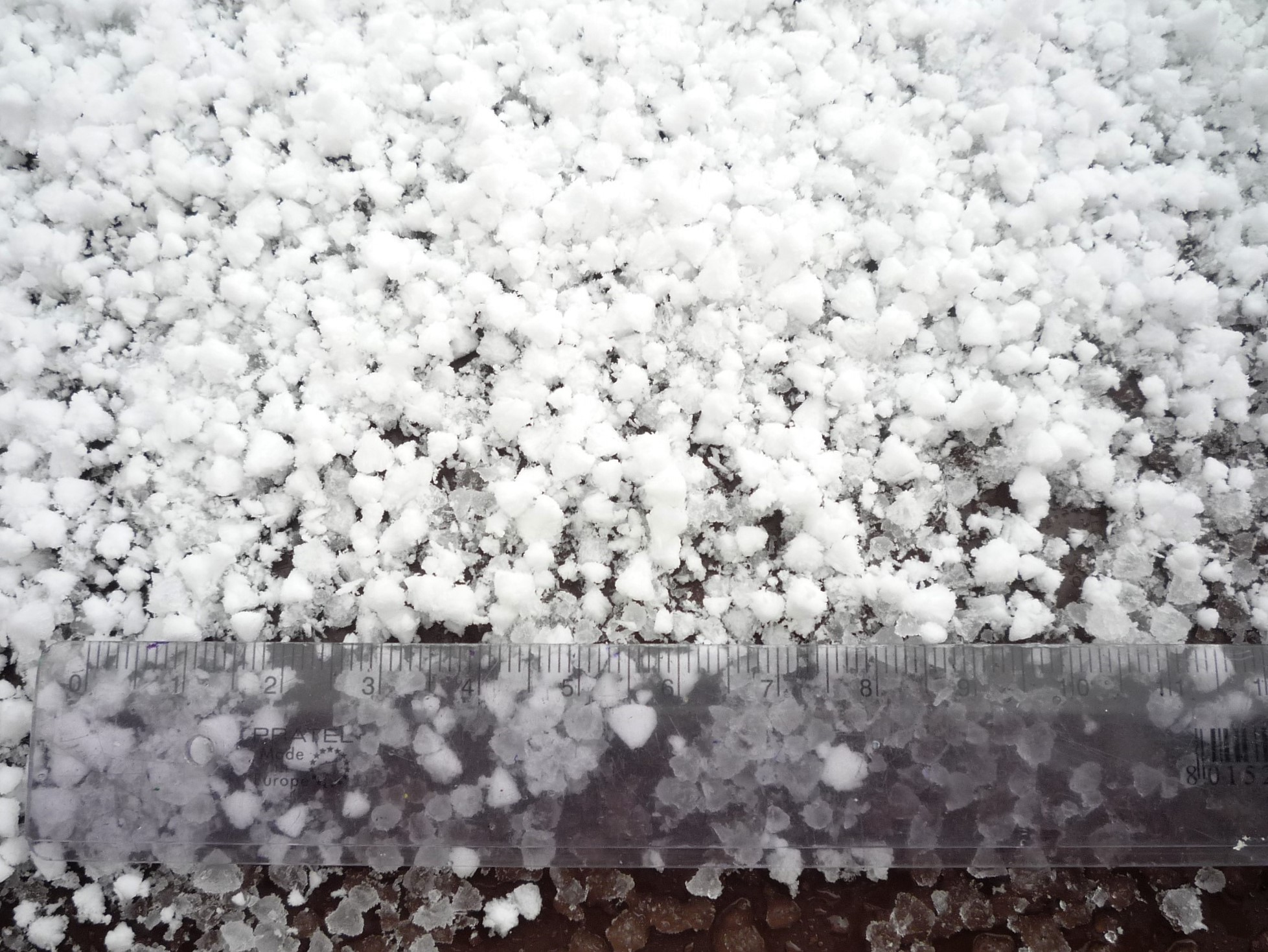
Ziarna krupy śnieżnej z linijką dla porównania

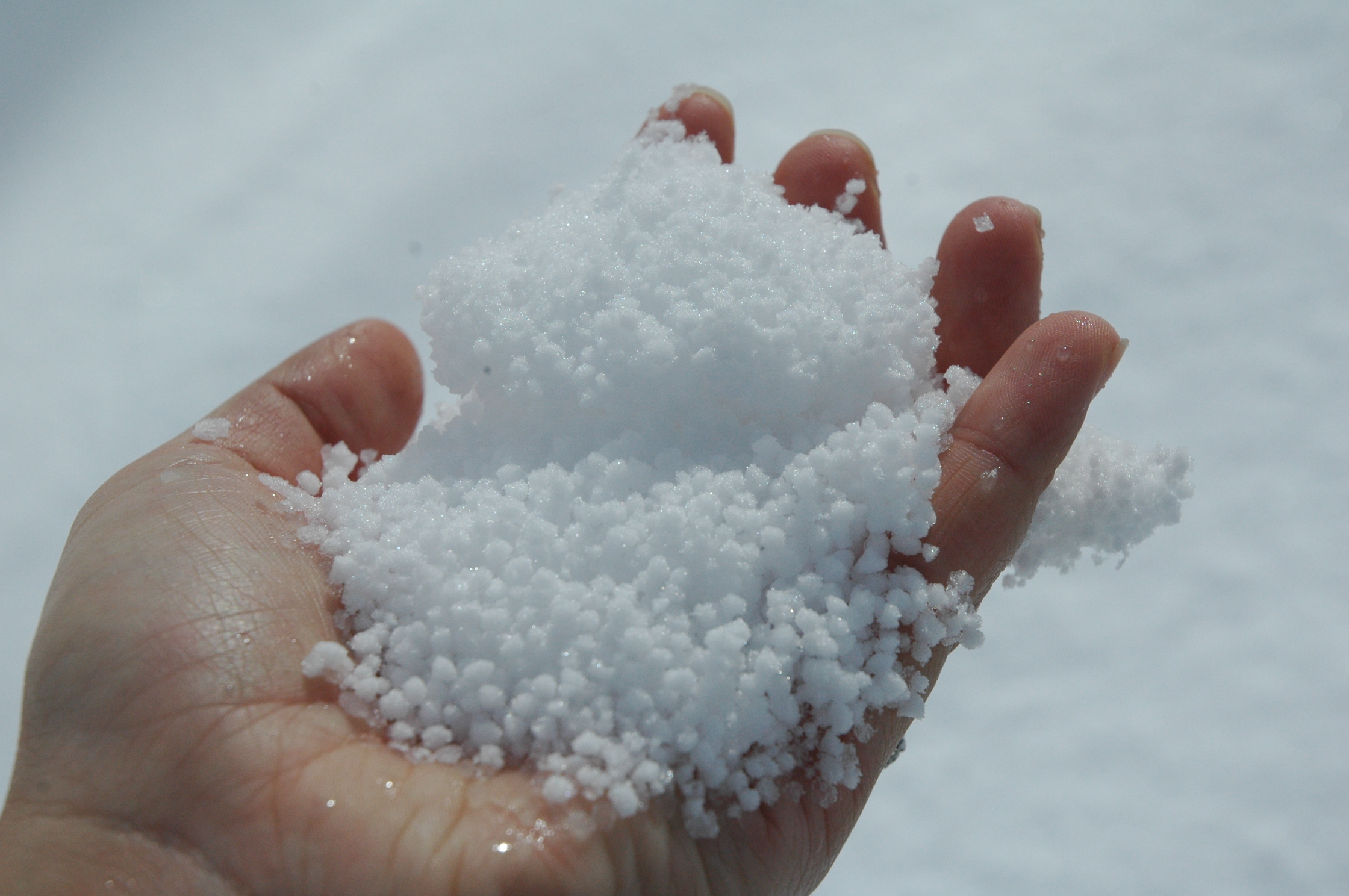
Krupy śnieżne

Krupy – opad atmosferyczny (hydrometeor), zawsze o charakterze przelotnym, w postaci kulistych, nieprzezroczystych ziarenek lodowych o średnicy zazwyczaj od 2 do 5 mm, ale może wystąpić od 1 do 15 mm, całkowicie porowatych (krupa śnieżna) lub z porowatym jądrem i lodową otoczką (krupa lodowa).
Krupy nie są przezroczyste, są mniej białe niż śnieg, a w przeciwieństwie do śniegu spadając na twarde powierzchnie odbijają się.
symbol przewidziany dla krupy śnieżnej

## Powstawanie

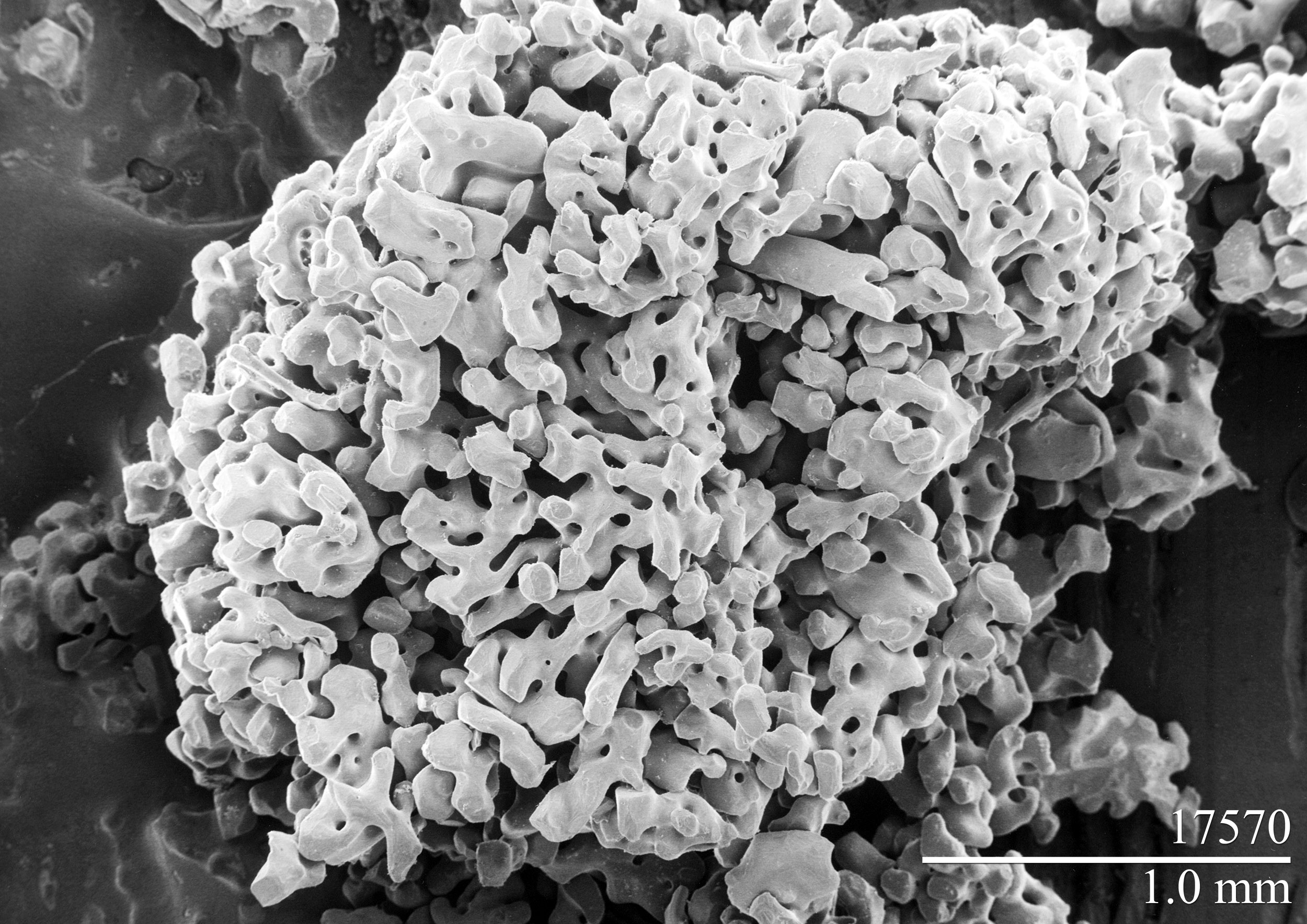
Krupa śnieżna widziana pod mikroskopem elektronowym

Krupy powstają przy temperaturze poniżej 0 °C wskutek zamarzania na płatkach śniegu kropelek przechłodzonej wody chmury, proces odpowiada tworzeniu się szadzi na przedmiotach. Krupy powstają w chmurach kłębiastych lub warstwowo-kłębiastych przy silnej konwekcji we froncie zimnym lub w strefie wiosennych przelotnych opadów. Gromadzenie się ładunków elektrycznych na spadających granulkach krupy może prowadzić do powstania wyładowań atmosferycznych. 

## Znaczenie
Krupa występuje często w klimacie wysokogórskim, a utworzona jej opadem pokrywa ma większą gęstość niż pokrywa śnieżna ze śniegu płatkowego. Połączenie kulistego kształtu, małego tarcia i dużej gęstości sprawia, że opadła na stoki krupa jest niestabilna i powodują wysokie ryzyko lawin. Zwiększają także ryzyko lawin dla śniegu opadłego na nie. Krupa ma tendencję do zwierania i stabilizowania ("spawania") w ciągu jednego do dwóch dni od upadku, czas zależy od temperatury i właściwości krupy.